# Henry Constable
Henry Constable (Newark, 1562 – Liegi, 1613) è stato un poeta inglese.

## Biografia

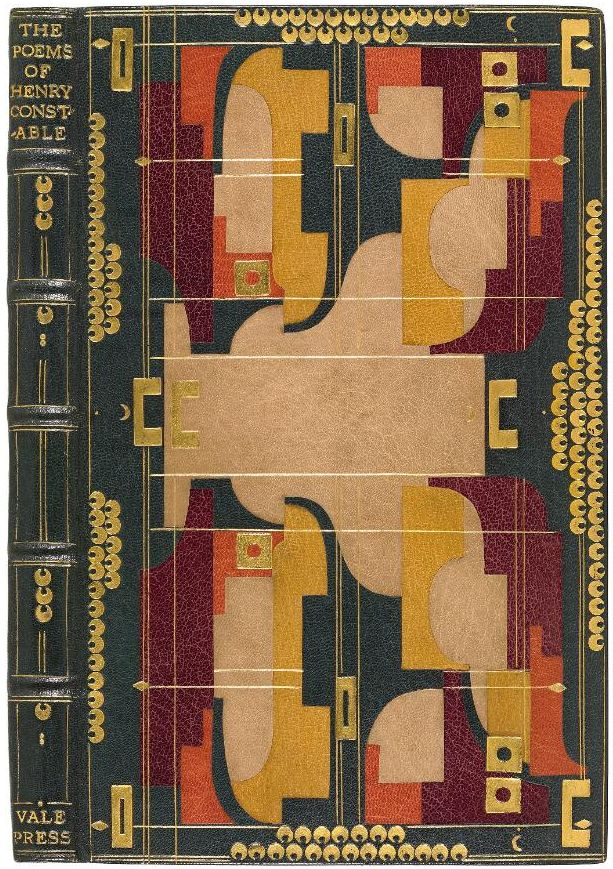
Poems and sonnets di Henry Constable in un'edizione del 1897 in rilegatura Art déco

Henry Constable, nato a Newark-on-Trent nel 1562, era l'unico figlio di Sir Robert Constable (morto il 12 novembre 1591) e di Christiana Dabridgecourt, vedova di Anthony Forster, e figlia di John Dabridgecourt di Langdon Hall, Warwickshire. I suoi nonni paterni erano Sir Robert Constable (prima del 1495 - 29 ottobre 1558) e Katherine Manners, figlia di George Manners, 11 ° barone di Ros, e sorella di Thomas Manners, 1 ° conte di Rutland.
Henry Constable venne educato a Cambridge. 
Terminati gli studi, intraprese la carriera diplomatica al servizio di sir Francis Walsingham e viaggiò lungamente in Europa.
Constable servì sotto Thomas Radclyffe, terzo conte di Sussex, nella campagna dopo la ribellione del Nord del 1569, e fu nominato cavaliere del Sussex a Berwick. Fu maresciallo di Berwick dal 1576 al 1578, e fu nominato tenente generale dell'Ordinanza prima del 4 agosto 1588. Nello stesso anno ha avuto un figlio che è stato anche chiamato Henry.
Fu inviato dal papa in Scozia per una delicata missione diplomatica presso il re Giacomo VI che nel giro di pochi anni divenne Giacomo I d'Inghilterra.
Durante l'annata 1591 Constable si recò in Normandia con le forze inglesi che assediarono Rouen. A un certo punto tra il suo arrivo in Francia e la morte di suo padre, il 12 novembre 1591, Constable si convertì al Cattolicesimo romano.
A causa di motivi religiosi e politici venne arrestato in Inghilterra nel 1604, ma sei anni dopo riuscì ad evadere e a rifugiarsi in Belgio.
Morì a Liegi nel 1613.

## Opere
Nel 1623 venne stampata l'edizione inglese di The Catholike Moderator, pubblicato anonimo a Parigi nel 1589.
Nel 1592 pubblicò la raccolta di sonetti dedicata alla donna amata, intitolata Diana, influenzata dal gusto francese e dal canzoniere del Philip Sidney.
La sua canzone pastorale Venus and Adonis ispirò l'opera di Shakespeare omonima.
La produzione di Constable è impreziosita da una collezione di Spiritual Sonnets scoperta dopo la morte dell'autore.
Il suo stile si caratterizzò sia per il fervore e sia per il raffinato concettismo.